# في إتش دي إل
في إتش دي أل أو لغة توصيف العتاد للدارات المتكاملة ذات السرعات المرتفعة جداً (بالإنجليزية: Very High Speed Integreted Circuit Hardware Description Language اختصاراً VHDL)‏ هي لغة برمجة قياسية صممت من قبل وزارة دفاع الولايات المتحدة حيث تستعمل في وصف، وتصميم، ومحاكاة دارات الدوائر الإلكترونية عالية السرعة. أصبحت منذ عام 1987 إحدى مقايس جمعية مهندسي الكهرباء والإلكترونيات وتمت مراجعتها في عام 1997.
تتيح هذه اللغة توصيف التوازي والترابط بالإضافة للتعبير المفصل والمباشر للزمن وتسمح أيضا بتوصيف الدارات التماثلية لكنها غالبا ما تستخدم في تصميم دارات مصفوفة البوابات المنطقية القابلة للبرمجة.
VHDL مقتبسة من لغة Ada  في المفهوم العام كالرموز والمصفوفات أحادية البعد وتركيب العبارات وبناءها وهي غير حساسة لحالة الأحرف وهناك الكثير من الميزات غير موجودة في لغة Ada كمجموعة من التعليمات البوليانية التي تتضمن  NAND,NOR مثلا وتمثيل العمليات الشائعة في البنية التعاودية مباشرة.
وتسمح VHDL بإدخال المصفوفات في اتجاهين تصاعدي وتنازلي لأن كلا الا صطلاحين يستخدم في الـ HardWare ،والنسخة المعدلة الأولى من الـ VHDL تتضمن مجال واسع من أنواع البيانات كالنوع العددي(الصحيح والحقيقي)والمنطقي(البولياني والبتي)والنوع الحرفي والوقت ومصفوفة من النوع البتي التي تسمى الشعاع البتي والمصفوفة من نوع المحارف التي تسمى الشعاع السلسلة.
لغة VHDL هي لغة متعددة وعامة تماماً وعلى الرغم من أنها تتطلب برنامج محاكاة لتشغيل كود البرنامج فإنه يمكنها أن تقرأ وتكتب ملفات على كمبيوتر مضيف، إن VHDL تسمح بتوصيف النظام المتزامن (الأجزاء المقدمة بواسطة سلوك عملها مع بعضها البعض بنفس الوقت)وهي غير محببة كثيراً من لغات أخرى كلغة الـ Basic، pascal، c أو لغات التجميع التي تسمع على مستوى شيفرة الآلة بشكل متعاقب تعليمة واحدة كل مرة لكل بنيان.
وعندما يترجم نموذج VHDL إلى بوابات وأسلاك التي تكون منظمة على جهاز منطقي قابل للبرمجة مثل مصفوفة البوابات المنطقية القابلة للبرمجة أو CPLD  والعتاد الفعلي يحدد من شيفرة VHDL المنفذة كما في بعض أشكال شريحة المعالج.

## البداية
في لغة VHDL كما في أي لغة برمجة عتادية أو برمجية كي تكون خبيراً فإن ذلك يتطلب دراسة وتمرين، وإذا كان المستخدم يرغب بتعلم تشفيرRTL  كتصميم دارات عتادية عن طريق VHDL فإن حزم التصميم والتركيب الموجودة كافية للتعلم.إن معرض البوابات التخطيطية يظهر للمستخدم تصاميم مركبة كالمخططات القابلة للانقياد، والكثير من حزم التصميم FPGA تقدم طرق إدخال تصاميم بديلة مثل النسخ المؤقت لمخطط الحالة والرسوم التخطيطية.وهذه الحزم تزودنا بقالب بدء مفيد لتشفير الأنواع الأساسية من التعليمات التكرارية والدروس التي يتضمنها مفيدة ومساعدة.
تقريباً جميع نسخ المحاكاة وتصميم FPGA تدعم كلا Verilog وVHDL تسمح للمستخدم بتعلم كلا اللغتين.
بالإضافة إلى أن معظم التصاميم المستوردة نماذج من المكتبات وبعض التصاميم التي تتضمن عدة
Architecture.

## البنية الأساسية
- entity (كيان)، يحدد واجهة الترابط (المداخل والمخارج) فقط من دون تحديد الوظيفة. وتتضمن
  - تحديد اسم معين للكيان المراد صنعه
  - تحديد أسماء المنافذ ports names
  - تحديد احجام المنافذ من حيث عدد البتات في كل منفذ
  - تحديد اتجاه المنفذ (كونه مدخل input أو مخرج output)
  - تحديد نوع المنفذ (يحمل قيمة صفر وواحد فقط أو يحمل قيم أخرى مثل high impedance)
- architecture (البنيان)، يحدد وظيفة الكيان ويتالف من قسمين
  - تصريحي (declarative) يظهر اولا في جملة المعمارية وقبل جملة begin يتم فيها التعريف عن المتغيرات الداخلية
  - إيعازي (command)يتم فيها شرح كيفية ترابط المنافذ الداخلة لتكوين المنافذ الخارجة

## طرق توصيف البنيان
- توصيف بنيوي structure
  - التوصيف على مستويات عليا
  - يستخدم بشكل أساسي لدى المحاكاة
- توصيف سلوكي behavior
  - مناسب لعمليات التركيب synthesis
  - المصمم يتحكم ببنية تصميمه.

## أمثلة

### بوابة AND
شرح بسيط للبوابات المنطقية تقنية رقمية
تبدو كالتالي في الـ VHDL:
```
-- (this is a VHDL comment)

-- import std_logic from the IEEE library

library
 
IEEE
;

use
 
IEEE.std_logic_1164.
all
;

-- this is the entity

entity
 
ANDGATE
 
is

   
port
 
(

         
IN1
 
:
 
in
 
std_logic
;

         
IN2
 
:
 
in
 
std_logic
;

         
OUT1
:
 
out
 
std_logic
);

end
 
ANDGATE
;

architecture
 
RTL
 
of
 
ANDGATE
 
is

begin

  
OUT1
 
<=
 
IN1
 
and
 
IN2
;

end
 
RTL
;

```

بينما الأمثلة في الأسفل تبدو مملة لمبتدئي VHDL فأجزاء كثيرة يمكن أن تبدو لنا اختيارية أو يمكن أن تكتب مرة واحدة فقط، بالإضافة إلى استخدام عناصر std_logic الذي يمكن استبداله بالنوع Bit ونتجنب استيراد المكتبة في البداية، لكن استخدام 9 valued logic(U,X,0,1,Z,W,L)  بدلاً من (0,1) يقدم محاكاة قوية جداً وأدوات تصحيح أخطاء غير موجودة في لغات HDL الأخرى.
في الأمثلة التالية سنرى كيف أن كود VHDL يكتب بشكل مدمج لكن المصممين عادة يتجنبون النماذج المدمجة ويستخدمون أسلوب تشفير ممل أكثر من أجل أن يكون قابل للقراءة والفائدة الأخرى لاستخدام هذا الأسلوب في التشفير هي برمجة الأدوات القابلة للبرمجة مثلCPLD.

### الناخب
```
entity
 
mux1b4X1
 
is

    
port
(
in1
,
in2
,
in3
,
in4
,
c1
,
c2
:
in
 
Bit
;
out1
:
out
 
Bit
);

end
 
mux1b4X1
;

architecture
 
struk_mux1b4X1
 
of
 
mux1b4X1
 
is

    
signal
 
c1_n
,
c2_n
,
intk11
,
intk12
,
intk13
,
intk14
:
Bit
;

    

    
component
 
o_not
 

       
port
(
in1
:
in
 
Bit
 
;
out1
:
out
 
Bit
);

    
end
 
component
 
;

    

    
component
 
o_3and
 
is

       
port
(
in1
,
in2
,
in3
:
in
 
Bit
;
 
out1
:
out
 
Bit
);

    
end
 
component
 
;

    

    
component
 
o_4or
 
is

       
port
(
in1
,
in2
,
in3
,
in4
:
in
 
Bit
;
 
out1
:
out
 
Bit
);

    
end
 
component
 
;
    

    

begin

    
KNc1
:
o_not

    
port
 
map
(
in1
=>
c1
,
out1
=>
c1_n
);

    

    
KNc2
:
o_not

    
port
 
map
(
in1
=>
c2
,
out1
=>
c2_n
);

    

    
Kand11
:
o_3and

    
port
 
map
(
in1
=>
in1
,
in2
=>
c1_n
,
in3
=>
c2_n
,
out1
=>
intk11
);

    

    
Kand12
:
o_3and

    
port
 
map
(
in1
=>
in2
,
in2
=>
c1
,
in3
=>
c2_n
,
out1
=>
intk12
);

    

    
Kand13
:
o_3and

    
port
 
map
(
in1
=>
in3
,
in2
=>
c1_n
,
in3
=>
c2
,
out1
=>
intk13
);

    

    
Kand14
:
o_3and

    
port
 
map
(
in1
=>
in4
,
in2
=>
c1
,
in3
=>
c2
,
out1
=>
intk14
);

    

    
Kor
:
o_4or

    
port
 
map
(
in1
=>
intk11
,
in2
=>
intk12
,
in3
=>
intk13
,
in4
=>
intk14
,
out1
=>
out1
);

    

end
 
struk_mux1b4X1
;

```

الصورة في الأعلى تبين بنية مضمم 4×1 وبالمقبال نشاهد الشيفرة المصدرية التي يصف هذه البنية ويستخدم طريقة التوصيف البنيوي حيث نلحظ في القسم التصريحي تعداد الأجزاء التي يتكون منها المضمم (Multiplexer) وفي القسم الإيعازي كيفية ارتباط تلك الأجزاء ببعضها.
أما الشيفرة المصدرية التالية فهي تصف البنية السابقة نفسها عن طريق التوصيف السلوكي.
```
entity
 
mux1b4X1
 
is

    
port
(
in1
,
in2
,
in3
,
in4
,
c1
,
c2
:
in
 
Bit
;
out1
:
out
 
Bit
);

end
 
mux1b4X1
;

architecture
 
sprav_mux1b4X1
 
of
 
mux1b4X1
 
is

begin

    
process
(
in1
,
in2
,
in3
,
in4
,
c1
,
c2
)

    
begin

       
if
 
c1
=
'0'
 
and
 
c2
=
'0'
 
then

         
out1
<=
in1
;

       
elsif
 
c1
=
'1'
 
and
 
c2
=
'0'
 
then

         
out1
<=
in2
;

       
elsif
 
c1
=
'0'
 
and
 
c2
=
'1'
 
then

         
out1
<=
in3
;

       
elsif
 
c1
=
'1'
 
and
 
c2
=
'1'
 
then

         
out1
<=
in4
;

       
end
 
if
;

    
end
 
process
;

end
 
sprav_mux1b4X1
;

```

### المغلاق
```
-- latch template 1:

Q
 
<=
 
D
 
when
 
Enable
 
=
 
'1'
 
else
 
Q
;

-- latch template 2:

process
(
D
,
Enable
)

begin

  
if
 
Enable
 
=
 
'1'
 
then

    
Q
 
<=
 
D
;

  
end
 
if
;

end
 
process
;

```

والمغلاق SR يستخدم إشارات التوضع والتصفير :
```
-- SR-latch template 1:

Q
 
<=
 
'1'
 
when
 
S
 
=
 
'1'
 
else

  
'0'
 
when
 
R
 
=
 
'1'
 
else
 
Q
;

-- SR-latch template 2:

process
(
S
,
R
)

begin

  
if
 
S
 
=
 
'1'
 
then

    
Q
 
<=
 
'1'
;

  
elsif
 
R
 
=
 
'1'
 
then

    
Q
 
<=
 
'0'
;

  
end
 
if
;

end
 
process
;

```

والقالب المنطقي 2 يملك ضمنياً (else Q <= Q;) التي نستطيع اضافتها بصراحة إذا أردنا.
```
-- This one is a RS-latch (i.e. reset dominates)

process
(
S
,
R
)

begin

  
if
 
R
 
=
 
'1'
 
then

    
Q
 
<=
 
'0'
;

  
elsif
 
S
 
=
 
'1'
 
then

    
Q
 
<=
 
'1'
;

  
end
 
if
;

end
 
process
;

```

### قلاب المعطيات D-type flip-flops
وهو أساس من اجل كل المنطق المتواقت
```
-- simplest DFF template (not recommended)

Q
 
<=
 
D
 
when
 
rising_edge
(
CLK
);

-- recommended DFF template:

process
(
CLK
)

begin

  
-- use falling_edge(CLK) to sample at the falling edge instead

  
if
 
rising_edge
(
CLK
)
 
then

    
Q
 
<=
 
D
;

  
end
 
if
;

end
 
process
;

  

-- alternative DFF template:

process

begin

  
wait
 
until
 
rising_edge
(
CLK
);

  
Q
 
<=
 
D
;
  

end
 
process
;

```

وبعض القلابات أيضاً تملك إشارات تمكين... وإشارات توضع وتصفير غير متزامنة.
```
-- template for asynchronous reset with clock enable:

process
(
CLK
,
 
RESET
)

begin

  
if
 
RESET
 
=
 
'1'
 
then
   
-- or '0' if RESET is active low...

    
Q
 
<=
 
'0'
;

  
elsif
 
rising_edge
(
CLK
)
 
then

    
if
 
Enable
 
=
 
'1'
 
then
  
-- or '0' if Enable is active low...

      
Q
 
<=
 
D
;

    
end
 
if
;

  
end
 
if
;

end
 
process
;

-- template for synchronous reset with clock enable:

process
(
CLK
)

begin

  
if
 
rising_edge
(
CLK
)
 
then

    
if
 
RESET
 
=
 
'1'
 
then
 

      
Q
 
<=
 
'0'
;

    
elsif
 
Enable
 
=
 
'1'
 
then
  
-- or '0' if Enable is active low...

      
Q
 
<=
 
D
;

    
end
 
if
;

  
end
 
if
;

end
 
process
;

```

وخطأ المبتدئين الشائع أننا نملك دخل وضع وإعادة الوضع ولكن لا نستخدمها.
والمثالين التاليين غير متساويين... الأول عبارة عن القلاب D.. والثاني عبارة عن القلاب D مع تغذية عكسية بالناخب.
```
-- simple D-type flip-flop

process
(
CLK
)

begin

  
if
 
rising_edge
(
CLK
)
 
then
  

    
Q
 
<=
 
D
;
  

  
end
 
if
;

end
 
process
;

-- BAD VHDL: this does NOT make the flip-flop a DFF without a reset!!

process
(
CLK
,
 
RESET
)

begin

  
if
 
RESET
 
=
 
'1'
 
then
  

  	
-- do nothing. Q is not set here...  

  
elsif
 
rising_edge
(
CLK
)
 
then
  

    
Q
 
<=
 
D
;
  

  
end
 
if
;

end
 
process
;

```

### العداد
المثال التالي عبارة عن عداد مع إعادة وضع غير متزامن...
يوضح كيفية كتابة الرنامج في الــ vhdl (كما ذكرنا سابقاً).
```
library
 
IEEE
;

use
 
IEEE.std_logic_1164.
all
;

use
 
IEEE.numeric_std.
all
;
 
-- for the unsigned type

entity
 
counter_example
 
is

generic
 
(
WIDTH
 
:
 
integer
 
=
 
32
);

port
 
(

  
CLK
,
 
RESET
,
 
LOAD
 
:
 
in
 
std_logic
;

  
DATA
 
:
 
in
 
unsigned
(
WIDTH
-
1
 
downto
 
0
);
  

  
Q
 
:
 
out
 
unsigned
(
WIDTH
-
1
 
downto
 
0
));

end
 
entity
 
counter_example
;

architecture
 
counter_example_a
 
of
 
counter_example
 
is

signal
 
cnt
 
:
 
unsigned
(
WIDTH
-
1
 
downto
 
0
);

begin

  
Q
 
<=
 
cnt
;

  
process
(
RESET
,
 
CLK
)

  
begin

    
if
 
RESET
 
=
 
'1'
 
then

      
cnt
 
<=
 
(
others
 
=>
 
'0'
);

    
elsif
 
rising_edge
(
CLK
)
 
then

      
if
 
LOAD
 
=
 
'1'
 
then

        
cnt
 
<=
 
DATA
;

      
else

        
cnt
 
<=
 
cnt
 
+
 
1
;

      
end
 
if
;

    
end
 
if
;

  
end
 
process
;

end
 
architecture
 
counter_example_a
;

```

### سلسلة فيبوناسي
المثال التالي أكثر تعقيداً:
```
-- Fib.vhd

--

-- Fibonacci number sequence generator

library
 
IEEE
;

use
 
IEEE.std_logic_1164.
all
;

use
 
IEEE.numeric_std.
all
;

entity
 
Fibonacci
 
is

port
 
(

    
Reset
       
:
 
in
    
std_logic
;

    
Clock
       
:
 
in
    
std_logic
;

    
Number
      
:
 
out
   
unsigned
(
31
 
downto
 
0
)

);

end
 
entity
 
Fibonacci
;

architecture
 
Rcingham
 
of
 
Fibonacci
 
is

    
signal
  
Previous
    
:
 
natural
;

    
signal
  
Current
     
:
 
natural
;

    
signal
  
Next_Fib
    
:
 
natural
;

begin

    
Adder
:

    
Next_Fib
 
<=
 
Current
 
+
 
Previous
;

    
Registers
:

    
process
 
(
Clock
,
 
Reset
)
 
is

    
begin

        
if
 
Reset
 
=
 
'1'
 
then

            
Previous
 
<=
 
1
;

            
Current
  
<=
 
1
;

        
elsif
 
rising_edge
(
Clock
)
 
then

            
Previous
 
<=
 
Current
;

            
Current
  
<=
 
Next_Fib
;

        
end
 
if
;

    
end
 
process
 
Registers
;

    
Number
 
<=
 
to_unsigned
(
Previous
,
 
32
);

end
 
architecture
 
Rcingham
;

```

## وصلات خارجية
- الموقع الرسمي
- VHDL Analysis and Standardization Group (VASG)